# Pepsi
Pepsi és un refresc carbonatat de cola produït i fabricat per PepsiCo.
La beguda es va fer per primer cop a la dècada de 1890 pel farmacèutic Caleb Bradham a New Bern, Carolina del Nord. El refresc va néixer el 1893 com a «Brad's Drink» (beguda d'en Brad) una beguda d'aigua amb gas, sucre, pepsina, cola, vainilla i olis estranys. El 1898 Caleb la va anomenar «PepsiCola», paraula formada per un dels ingredients -la pepsina, un extracte digestiu- i el mot cola, sens dubte per competir amb la ja consolidada Coca-Cola. El 1902, es va fundar Pepsi-Cola Company a la rebotiga de la seva farmàcia i el 24 de desembre de 1902 la Companyia Pepsi-Cola va ser incorporada a tot l'estat de Carolina del Nord. El 1903, un pintor veí de Bradham dissenyà el logotip de caràcter modernista i amb ornaments sinuosos. La marca va ser registrada el 16 de juny de 1903 a l'Oficina de Patents dels EUA. En el 1905, es va començar a vendre la Pepsi en ampolles de sis unces. En el 1906 hi havia 15 franquícies, l'any següent ja n'hi havia 40 i el 1910, 250 en 24 estats.

## Història

### Inicis
Pepsi va aparèixer per primera vegada el 1893. El seu inventor va ser el químic farmacèutic Caleb Bradham, que preparava i venia la beguda a la seva botica a la localitat nord-americana de New Bern (Carolina del Nord).
Coneguda al principi com a Brad Drink (en català: «Refresc Brad»), el 1898 el seu creador la va denominar Pepsi Cola, en al·lusió a l'enzim digestiu pepsina i les nous de cua usades a la recepta. L'objectiu de Bradham era crear un refresc deliciós que ajudés a la digestió i fos un estimulant  
El 1902, va sol·licitar el registre de la marca i va fundar una empresa amb noranta-set accions de capital. El 1903 va traslladar la planta embotelladora a un magatzem que va llogar per a aquest propòsit. Aquest mateix any va vendre 30.162 litres de concentrat. L'any següent, va començar a fer servir ampolles de 177 mil·lilitres i les vendes van ascendir a 75 133 litres.
El 1909 el pilot de carreres Barney Oldfield va ser el primer famós a promocionar la beguda, descrivint-la com «una beguda brava... refrescant, enfortidora, un agradable estimulant per preparar-se per a una carrera». L'eslògan publicitari "deliciosa i saludable" va estar en ús durant dues dècades.
L'empresa es va declarar en fallida el 1923 a causa del brusc descens del preu del sucre després que Bradham i altres fabricants compressin l'ingredient en grans quantitats després d'anys de pujada constant. Després de la fallida, Roy Megargel va formar la corporació Pepsi-Cola i va comprar tots els béns i la marca registrada als creditors per 35.000 USD.
En tres ocasions entre el 1922 i el 1933, Coca-Cola va tenir l'oportunitat de comprar Pepsi-Cola, però sempre va declinar l'oferta. ] Al final, l'empresa va passar a mans de Charles Guth, el president de Loft Inc., una fàbrica de llaminadures amb botigues equipades amb màquines de refrescos. Guth desitjava reemplaçar Coca-Cola com a subministrador després que li deneguessin un descompte al concentrat; després de la venda, Loft va reformular la recepta de Pepsi-Cola perquè s'assemblés més a Coca-Cola.

### Creixement

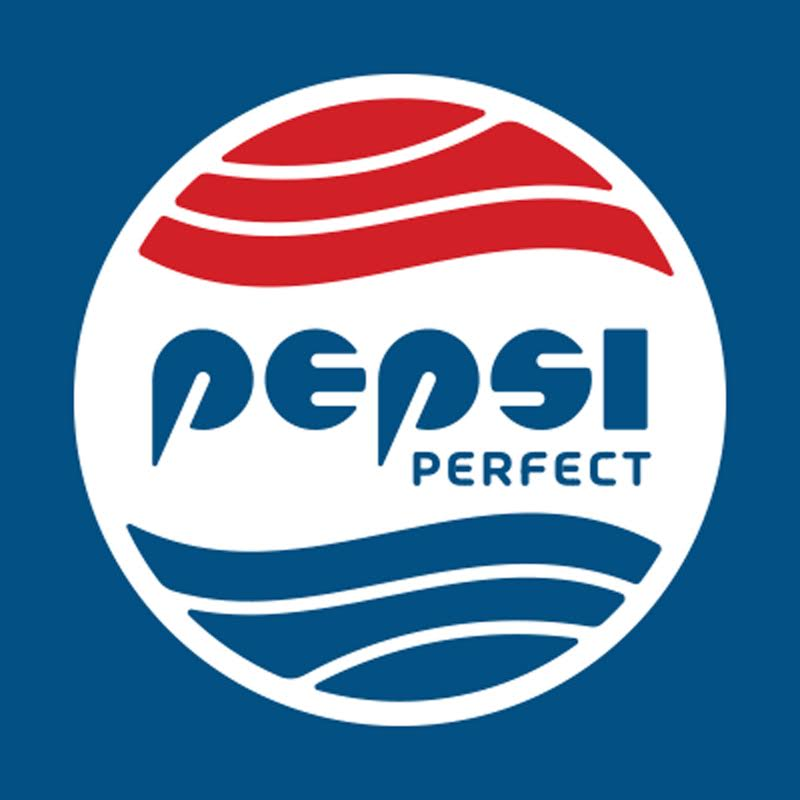
Logotip de Pepsi Perfect.

El 1950 la junta directiva de Pepsi va decidir nomenar president Alfred Steele, un exvicepresident de Coca-Cola casat amb l'actriu Joan Crawford. Al Steele va introduir una ampolla més elegant, va crear un departament de màrqueting, va presentar la Pepsi com una beguda refrescant, lleugera i baixa en calories, i va aconseguir que els embotelladors invertissin els seus propis estalvis en el negoci, gràcies a la qual cosa el 1959 n'hi havia més de 200 embotelladors i els beneficis de Pepsi es van triplicar. Pepsi va començar a ser un desafiament real per a la Coca-Cola.] Joan Crawford va tenir un paper destacat en les campanyes publicitàries dutes a terme en aquesta època i va aparèixer en anuncis, programes especials de televisió i concursos de bellesaen representació de lempresa. Les imatges de refresc també van figurar prominentment en algunes de les seves darreres pel·lícules. Quan Steele va morir, el 1959, Crawford va entrar a formar part de la junta directiva de Pepsi-Cola fins al 1973.
El 1963 va arribar a la presidència de Pepsi Donald Kendall, i amb ell, l'agència publicitària BBDO, inicials dels cognoms Batten, Baston, Durstime i Osborn. El 1965 Pepsi-Cola es va unir a Frito-Lay i es va convertir en PepsiCo Inc. Durant aquests anys Pepsi-Cola va canviar la seva imatge de beguda barata, però de classe baixa, a la de beguda preferida de joves amb estil.
El 1975, Pepsi va introduir la campanya «Pepsi Challenge», basada en tasts a cegues de Pepsi i Coca-Cola, en què una majoria dels participants va escollir Pepsi com la beguda de millor sabor. PepsiCo va explotar els resultats de la campanya amb anuncis televisius i va invertir grans sumes en publicitat, emprant famosos com Michael Jackson, Tina Turner i Michael J. Fox entre d'altres per promocionar la beguda entre la «nova generació».] Aquest mateix any Pepsi llança la primera ampolla de plàstic en la història.
El 27 de gener de 1984 el cantant Michael Jackson va participar en els enregistraments per a un comercial de Pepsi de soda. En aquesta ocasió, les espurnes d'efectes especials acaben gairebé cremant els cabells del cantant.
En 1985 The Coca-Cola Company, enmig de molta publicitat, va canviar la seva fórmula, llançant New Coke. La teoria ha avançat que la Nova Coca-Cola, com que la beguda reformulada va arribar a ser coneguda, va ser inventat específicament en resposta al desafiament de Pepsi que realitza des de 1975. No obstant això, una reacció dels consumidors va portar a Coca-Cola reintroduir ràpidament la fórmula original de Coca-Cola no anterior a 1985, això va ajudar Pepsi a guanyar uns quants consumidors.
El 1986 quan Kendall es va jubilar, la corporació PepsiCo, a la qual pertanyien també els restaurants Pizza Hut i Taco Bell, va multiplicar per divuit els nivells de venda que tenia el 1965, i la companyia va arribar al lloc 41 entre les cinc-centes empreses més importants a els Estats Units.
El 1999 s'obre el Pepsi Center, un pavelló multiesportiu situat a Denver, Colorado. Quan no és usat per cap conjunt de Denver, el pavelló freqüentment és utilitzat per a esdeveniments musicals. El 2003 es va fer llançament de Pepsi Blue, la primera cua blava al mercat.
Al juliol de 2009 Pepsi va començar a utilitzar el nom «Pecsi» a l'Argentina, per adaptar-se a la manera de pronunciar la marca del 25% de la població en aquest país. 
El 2011 PepsiCo va rebre crítiques de la National Eating Disorders Association dels Estats Units i diversos grups de consumidors per la introducció d'una llauna més alta i prima coincidint amb la celebració de la setmana de la moda a Nova York. El nou envàs i els comentaris de PepsiCo descrivint-lo com un «homenatge a les dones belles i segures de si mateixes» van ser titllats d'«irresponsables i desconsiderats».
El març de 2012 es va introduir Pepsi Next, una cua amb la meitat de calories de Pepsi regular, és a dir, que conté un 30% menys de sucre i ha afegit Stevia com a edulcorant sense calories.
El 2015 per commemorar el 30è aniversari de la trilogia de Back to the Future, PepsiCo va decidir llançar una edició limitada de la Pepsi Perfect, que és una pepsi enriquida amb vitamines, i que va aparèixer a Back to the Future Part II, d'aquest només sortirien 6500 edicions, amb cadascun costa $ 20,15, que lletreja 2015, i l'alliberen el 21 d'octubre. A l'agost del mateix any Pepsi va abolir l'ús d'aspartam a les begudes.
Pepsi té ofertes oficials de patrocini amb quatre grans lligues professionals nord-americanes: la National Football League, la National Hoquei League, la Major League Baseball i la National Basketball Association. A més, patrocina la Lliga de Campions de la UEFA des de la temporada 2015-2016.

## La companyia
PepsiCo, la companyia propietària de Pepsi, és també propietària de marques com Quaker Oats, Gatorade, Frito-Lay i Tropicana, entre d'altres. Té uns ingressos anuals de més de 60 milions de dòlars nord-americans i més de 285.000 mil empleats. Cotitza al mercat de valors de Nova York, sota el símbol «PEP». La companyia per a la distribució i l'embotellament es diu Pepsi Bottling Group (grup d'embotelladores Pepsi) cotitzant amb el símbol «PBG».
Fins a 1997 PepsiCo també controlava Kentucky Fried Chicken, Pizza Hut i Taco Bell, però aquests restaurants de menjar ràpid van ser separats a la companyia Tricon Global Restaurants, i posteriorment anomenada Yum! Brands, Inc.
El 1993 la companyia PepsiCo, a les Filipines, va ser guardonada amb el Premi Ig Nobel de la Pau.

## Publicitat
Els anuncis de Pepsi es caracteritzen per incloure música enganxosa i un missatge relacionat amb el gaudi de la vida. Des del 1983 té una nova manera de desenvolupar la publicitat del seu producte a través del món de la música dels contractes d'imatges de celebritats, esports i el cinema.
Durant la seva història ja posseïa molts nens i nenes, la publicitat, els anomenats portaveus, que van realitzar anuncis per a televisió, ràdio, material imprès, a més de patrocinar gires de concerts d'alguns. Alguns artistes que han participat com a portaveus han estat com Cindy Crawford, Ricky Martin, Gaby Moreno, Ray Charles, Beyoncé, Tina Turner, Madonna, Sofia Reyes, Shakira, One Direction, Michael J. Fox, Lionel Richie, Tina Turner Bowie, Sabrina La Princess, Sebastià Yatra, Malacates Trèvol Shop, Manuel Turizo, Lady Gaga, Daddy Yankee, Magic Johnson, Shaquille O'Neal, Glòria Estefan, Chayanne, Quin, Mariah Carey, Ricardo Arjona, Morat Luis Guerra, Lali, Christina Aguilera, Kanye West, Janet Jackson, J Balvin, Jennifer Lopez, Bad Bunny, David Beckham, Enrique Iglesias, RBD, Eva Longoria, Nicky Jam, Stephanie Zelaya, Aleks Syntek, Belinda, Alexandre Fernández, Luis Miguel, Cristian Castro, Maroon 5, Nicki Min, Pedro Capó, Britney Spears, PXNDX i Michael Jackson. Si el comercial està dirigit per a un sol país, en general sol tenir artistes del moment i reconeguts d'aquest lloc.
Alguns dels seus anuncis han causat polèmica, com l'espot del 2014 on apareixia el futbolista Mauro Icardi i la model argentina Wanda Nara i semblava transmetre la idea que el furt és acceptable per accedir a una Pepsi gratis. 
El 1989 Pepsi va signar un contracte amb Madonna, però la companyia va cancel·lar la campanya pel contingut de l'anunci, en què la cantant interpretava Like a Prayer i apareixien imatges que podrien considerar-se blasfemes.
Pepsi de vegades destaca als seus anuncis la seva rivalitat amb la seva competidora Coca-Cola als seus anuncis: sota l'eslògan "Summer time is Pepsi time" —en espanyol, "L'estiu és temps de Pepsi"—, utilitza imatges associades amb Coca-Cola i mostra Santa Claus en una platja prenent Pepsi, i un ós polar que, tenint una Coca-Cola i una Pepsi, opta per prendre aquesta última. En un altre exemple, Pepsi—patrocinador del seleccionat espanyol al mundial del 2002— va aprofitar la victòria d'Espanya 3 a 1 sobre el Paraguai, la selecció del qual patrocinava Coca-Cola, en crear una publicitat gràfica que feia servir la tipografia de Pepsi per escriure Espanya i la de Coca-Cola per escriure el Paraguai. Posteriorment aquest anunci va ser retirat per ser considerat il·lícit. A Argentina, una publicitat anomenada "El desafiament Pepsi" va tenir com a resultat una polèmica judicial, i l'anunci nadalenc emès a Espanya el 2000 va ser qüestionat per l'Associació d'Autocontrol de la Publicitat espanyola per no respectar el Codi de conducta publicitària vigent en aquest país.

### Pepsiman
Pepsiman va ser una mascota oficial de Pepsi a la branca corporativa japonesa. El disseny del personatge Pepsiman s'atribueix al Canadà pel dibuixant de còmics Travis Charest, creat en algun moment a mitjans dels anys 1990, la seva darrera aparició va ser l'any 2001, quan es va retirar la imatge dels comercials de Pepsi.
Pepsiman va estar en tres estils diferents, cadascun representant l'estil actual de la llauna de Pepsi en la distribució. Dotze comercials van ser creats amb el personatge produïts per Industrial Light & Magic. El seu paper als anuncis és que aparegui amb una Pepsi davant un poble assedegat o persones amb ànsies de soda. Pepsiman passa a aparèixer al moment just amb el producte. Després del lliurament de la beguda, de vegades Pepsiman es trobaria amb una situació difícil i orientada a l'acció que donaria lloc a una lesió.
Una altra mascota més petita, Pepsiwoman, també apareix en alguns dels seus propis anuncis per a Diet Pepsi Twist; el seu aspecte és bàsicament un Pepsiman femení que porta un passa muntanyes groc amb una forma de llimona.
Donat a la bona rebuda per part del públic que va tenir el personatge, es va produir un videojoc per a la consola PlayStation el 1999 protagonitzat per Pepsiman, encara que el joc va tenir ressenyes favorables, va ser un fracàs en vendes, no obstant això, avui dia es considera un videojoc de culte ia causa de la pirateria que fuetejava la PlayStation en aquells anys, el videojoc de Pepsiman (Així com el personatge) es va fer reconegut a Amèrica (Principalment a Amèrica Llatina).

### En l'esport

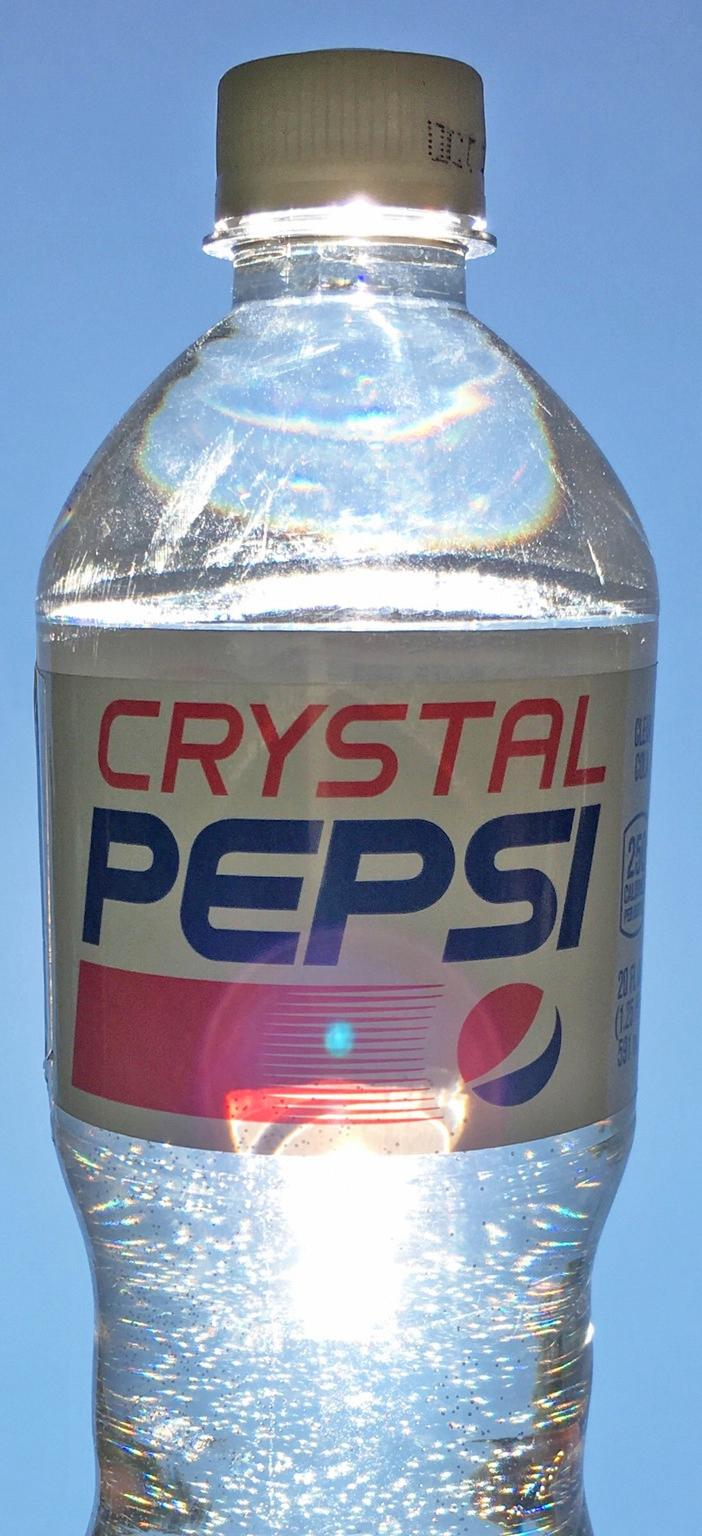
Pepsi Crystal als Estats Units, 2016.

Pepsi, igual que altres empreses multinacionals, ha buscat instal·lar-se en alguns mercats a través de la identificació amb algun club esportiu. Per exemple, entre 1999 i 2002 va ser patrocinador exclusiu de Nacional d'Uruguai; entre 2002 i 2004 va fer el propi amb el Boca Juniors d'Argentina; des de 2006 fins a 2022 va ser patrocinador de Milionaris de Colòmbia; mentre que des del 2014 fins a l'actualitat és patrocinador d'Aliança d'El Salvador. També ha patrocinat altres clubs de futbol llatinoamericans. Pepsi també s'ha vinculat a futbolistes reconeguts a les seves campanyes. Per al mundial de 2002, disputat a Corea i Japó, Pepsi va llançar una publicitat en què jugadors disputaven una trobada de futbol contra lluitadors de sumo. Quatre anys després, va emetre un altre avís per al mundial del 2006, desenvolupat a Bavaria, també amb futbolistes de renom. Per al següent mundial, a disputar-se a Sud-àfrica, Pepsi va continuar amb els seus avisos temàtics i ho va desenvolupar a la sabana africana. Un altre cas d'avisos gràfics dins del futbol, va ser la publicitat "howyoufootball.com".
També és patrocinador oficial de la Primera Divisió del Salvador anomenat "Lliga Pepsi"
A més també és patrocinador oficial de diversos equips del futbol guatemalenc com ho són: Comunicacions Futbol Club, CSD Municipal, Coban Imperial, Xelajú Mario Camposeco, Aurora Futbol Club, Universitat SC, Quiche Futbol Club, entre uns altres.

## Relació de PepsiCo amb la Unió Soviètica
El 1972, PepsiCo va signar un acord de bescanvi amb el llavors govern de la Unió Soviètica, en què es van concedir a PepsiCo els drets d'exportació i comercialització a Occident del vodka Stolichnaya, a canvi de la importació i comercialització soviètica de Pepsi. Aquest intercanvi va fer que Pepsi fos el primer producte estranger autoritzat per a la seva venda a la Unió Soviètica.
Amb reminiscències de la manera com Coca-Cola es va convertir en una icona cultural i la seva difusió global va generar paraules com «cocacolonització», Pepsi-Cola i la seva relació amb el sistema soviètic la va convertir en una icona. A principis de la dècada de 1990, el terme «Pepsi-stroika» va començar a aparèixer com un joc de paraules amb «perestroika», la política de reforma de la Unió Soviètica sota Mikhaïl Gorbatxov. Els crítics van veure la política com un intent d'introduir productes occidentals en acords amb les velles elits comunistes. Pepsi, com un dels primers productes nord-americans a la Unió Soviètica, es va convertir en un símbol d'aquesta relació i la política soviètica. Això es va reflectir al llibre «Generació P»de l'autor rus Victor Pelevin. A Rússia, Pepsi inicialment va tenir una participació de mercat més gran que Coca-Cola, però es va reduir una vegada que va acabar la Guerra Freda.
Ja que el ruble soviètic no tenia valor fora de l'URSS i que no tenien dòlars, a canvi del refresc se li donava ampolles de vodka Stolnichnaya o els drets de ser l'únic venedor d'aquest vodka als Estats Units. El 1989 va expirar el contracte i com que el ruble seguia sense valer res, els soviètics van pagar amb material bèl·lic. Pepsi va passar a tenir la sisena flota més gran del món. Aquesta constava de 17 submarins d'atac, un destructor, un creuer, una fragata i diversos petroliers.